# Sri Lanka en los Juegos Paralímpicos de Londres 2012
Sri Lanka estuvo representada en los Juegos Paralímpicos de Londres 2012 por siete deportistas, seis hombres y una mujer.

## Medallistas
El equipo paralímpico esrilanqués obtuvo las siguientes medallas:
| Nombre          | Deporte   | Evento              |
| --------------- | --------- | ------------------- |
| Oro             |           |                     |
| —               |           |                     |
| Plata           |           |                     |
| —               |           |                     |
| Bronce          |           |                     |
| Pradeep Sanjaya | Atletismo | 400 m T46 masculino |